# Ranitomeya sirensis
Ranitomeya sirensis är en groddjursart som först beskrevs av Aichinger 1991.  Ranitomeya sirensis ingår i släktet Ranitomeya och familjen pilgiftsgrodor. IUCN kategoriserar arten globalt som starkt hotad. Inga underarter finns listade i Catalogue of Life.